# L.L. Langstroth
Pastor Lorenzo Lorraine Langstroth (25. december 1810, Philadelphia, Pennsylvania – 6. oktober 1895), biavler, kirkefader og lærer. Han anses for "Far til amerikansk biavl."
Som ung viste han en ekstraordinær interesse i at observere insekters vaner. Han blev uddannet fra Yale University i 1831 og var efterfølgende ansat ved universitetet fra 1834-1835. Efter dette var han præst ved forskellige kirker i Massachusetts, inklusiv South Congregational Church i Andover, Massachusetts i maj 1836.
Han blev gift med Anne Tucker (1812—23. januar 1873) fra Massachusetts. De fik tre børn: James (1837), Anna (1841), Harriet A. (1847).